# Sarcophaga cirrhura
Sarcophaga cirrhura är en tvåvingeart som beskrevs av Mario Bezzi 1927. Sarcophaga cirrhura ingår i släktet Sarcophaga och familjen köttflugor.
Artens utbredningsområde är Samoa. Inga underarter finns listade i Catalogue of Life.